# Янгиреев, Давлеткирей Саитгареевич
Давлеткире́й Салимгаре́евич Янгире́ев (15 августа 1927 года, д. Хусаиново Тамьян-Катайского кантона Башкирской АССР [сейчас в Белорецком районе Республики Башкортостан] — 1999) — известный лесоруб, Герой Социалистического Труда (1966).

## Биография
Участник Великой Отечественной войны. До 1951 года Давлеткирей Янгиреев служил в рядах Советской Армии.
С 1956 по 1986 годы работал в Белорецком леспромхозе грузчиком, бригадиром ремонтной малой комплексной бригады Узянбашевского участка.
В 1966 году бригада заготовила 105 тыс. м³ древесины при плане 93,5 тыс. м³, достигнув ежесменной выработки 553 м³ (в 1959—1965). За достигнутые трудовые успехи Д. С. Янгирееву было присвоено звание Героя Социалистического Труда.
Награждён Орденом Ленина (1966).
Давлеткирей Саитгареевич Янгиреев скончался в 1999 году. В 2000 году его имя было внесено в список Почётных граждан Белорецкого района.
Именем Д. С. Янгиреева названа улица в селе Узянбаш. В музее Узянбашской средней школы находятся экспонаты, посвящённые знаменитому лесорубу.